# لي دو-هيون
ليم دو-هيون (بالكورية: 임동현 ؛ من مواليد 11 أبريل 1995)؛ اشتهر باسمه المسرحي لي دو هيون (بالكورية: 이도현)، هو ممثل كوري جنوبي. اشتهر بأدواره في مسلسلات مثل فندق ديل لونا (2019)، 18 مجدداً (2020)، منزل جميل (2020)، شباب مايو ومناخوليا (2021) الأم السيئة الطيبة (2023).

## اعمال

### أفلام
- إكسهوما (2024)

## روابط خارجية
لي دو-هيون على موقع IMDb (الإنجليزية)
- لي دو-هيون على موقع ألو سيني (الفرنسية)
- لي دو-هيون على موقع قاعدة بيانات الفيلم (الإنجليزية)
- لي دو-هيون على موقع كينوبويسك (الروسية)

لي دو-هيون في هانسينما